# Lukáš Otys
Lukáš Otys (* 5. ledna 1985 Ostrov) je český politik, cukrář, mediální konzultant a podnikatel, v letech 2019 až 2021 místopředseda TOP 09.

## Život
Vystudoval Gymnázium Ostrov (maturoval v roce 2004) a následně Vysokou školu aplikovaného práva v Praze (promoval v roce 2010 a získal titul Bc.) a Ústav práva a právní vědy (získal titul MBA).
Od roku 2004 pracuje jako mediální konzultant ve společnosti Regie Radio Music, přejmenované od roku 2015 na Radiohouse, která je největším mediálním zastoupením (obchodní oddělení) na rozhlasovém trhu v ČR (Evropa 2, Frekvence 1, Blaník, Fajn rádio atd.). V letech 2007 až 2009 produkoval lifestylový pořad Space Night Inn pro TV ÓČKO. Od 2008 provozuje pražskou cukrárnu Saint Tropez poblíž Václavského náměstí v Praze.
Lukáš Otys žije ve městě Karlovy Vary. Ve volném čase se věnuje rekreačnímu běhu a mezi jeho zájmy patří především kvalitní gastronomie a zdravý životní styl.

## Politické působení
Od roku 2012 je členem TOP 09 a od roku 2015 též předsedou krajské organizace strany v Karlovarském kraji. V letech 2015 až 2017 byl členem předsednictva strany. V listopadu 2019 byl zvolen místopředsedou TOP 09. Post zastával do listopadu 2021.
V komunálních volbách v roce 2014 kandidoval za TOP 09 do Zastupitelstva města Jáchymov, ale neuspěl. Následně se přestěhoval do města Karlovy Vary, kde ve volbách v roce 2018 kandidoval jako člen TOP 09 za uskupení "STAN a TOP 09" do tamního zastupitelstva, ale opět nebyl zvolen. Ve volbách v roce 2022 kandidoval jako člen TOP 09 za koalice SPOLU (tj. ODS, KDU-ČSL a TOP 09), ale neuspěl. Skončil jako první náhradník.
V krajských volbách v roce 2016 kandidoval jako člen TOP 09 za uskupení "STAROSTOVÉ A NEZÁVISLÍ (STAN) s podporou KOA, KDU-ČSL a TOP 09", avšak taktéž neuspěl. Kandidoval také ve volbách do Poslanecké sněmovny PČR v roce 2017 v Karlovarském kraji, ale zvolen nebyl. Obdobně neuspěl ve volbách do Evropského parlamentu v roce 2019, kdy kandidoval jako člen TOP 09 na 21. místě kandidátky za uskupení "STAROSTOVÉ (STAN) s regionálními partnery a TOP 09".
Ve volbách do Poslanecké sněmovny PČR v roce 2021 kandidoval z pozice člena TOP 09 na 2. místě kandidátky koalice SPOLU (tj. ODS, KDU-ČSL a TOP 09) v Karlovarském kraji. Neuspěl však, skončil jako druhý náhradník.
Ve volbách do Poslanecké sněmovny PČR v roce 2025 kandiduje z pozice člena TOP 09 na 2. místě kandidátky koalice SPOLU (tj. ODS, KDU-ČSL a TOP 09) v Karlovarském kraji.